# Petit Cul-de-Sac (Saint-Barthélemy)
Petit Cul-de-Sac est un quartier de Saint-Barthélemy dans les Caraïbes. Il est situé à la pointe de la partie est de l'île entre Anse de Grand Cul-de-Sac, Devet et Toiny.
La plage de sable fin et l'anse de Petit Cul de Sac est un endroit sauvage et protégée, avec une mer toujours calme et de beaux dégradés de bleus. Bien que son accès soit public, cela reste l’une des plages les moins fréquentées  de l’île car l’accès en voiture y est privé. La baie est également bien connue pour ses piscines naturelles. Les vagues viennent remplir en douceur ces cuves de roche formées naturellement. Pour atteindre ce site, les plus audacieux doivent randonner dans les rochers le long du littoral. Il faut prendre pour cela quelques risques, raison pour laquelle il est recommandé de faire appel à un guide ou un expert local.